# Кастаньял (мікрорегіон)
Кастаньял (порт. Microrregião de Castanhal) — мікрорегіон в Бразилії, входить в штат Пара. Складова частина мезорегіону Агломерація Белен. Населення становить 265 414 чоловік на 2006 рік. Займає площу 3760,738 км². Густота населення — 70,6 чол./км².

## Склад мікрорегіону
До складу мікрорегіону включені наступні муніципалітети:
1. Бужару
2. Кастаньял
3. Іньянгапі
4. Санта-Ізабел-ду-Пара
5. Санту-Антоніу-ду-Тауа

| Бразилія | Це незавершена стаття з географії Бразилії. Ви можете допомогти проєкту, виправивши або дописавши її. |